# Gauliga Schlesien 1939/40
De Gauliga Schlesien 1939/40 was het zevende voetbalkampioenschap van de Gauliga Schlesien. Het seizoensbegin op 27 augustus 1939 werd uitgesteld wegens de politieke gebeurtenissen en het nakende uitbreken van de Tweede Wereldoorlog. De competitie startte in de herfst waardoor deze in twee groepen opgesplitst werd. De Gauliga werd omgedoopt in Gauklasse en er kwam een groep voor Midden- en Neder-Silezië en een groep voor Opper-Silezië. Beide winnaars bekampten elkaar in de finale. Vorwärts RaSpo werd kampioen en plaatste zich voor de eindronde om de Duitse landstitel, waar de club tweede werd in de groepsfase en uitgeschakeld werd.
Na dit seizoen kwam er terug één reeks, waardoor er meerdere degradaties waren. SpVgg Ratibor 03 en STC Görlitz trokken zich tijdens het seizoen terug uit de competitie. 

## Gauklasse

### Midden- en Neder-Silezië
| Plaats | Club              | Wed. | W | G | V | Saldo | Ptn   |
| ------ | ----------------- | ---- | - | - | - | ----- | ----- |
| 1.     | Breslauer FV 06   | 12   | 8 | 3 | 1 | 57:18 | 19:05 |
| 2.     | TuSpo Liegnitz    | 12   | 8 | 1 | 3 | 43:29 | 17:07 |
| 3.     | SC Hertha Breslau | 12   | 6 | 3 | 3 | 26:22 | 15:09 |
| 4.     | Breslauer SpVg 02 | 12   | 4 | 4 | 4 | 23:22 | 12:12 |
| 5.     | SV 33 Klettendorf | 12   | 5 | 1 | 6 | 33:37 | 11:13 |
| 6.     | 1. FC Breslau     | 12   | 2 | 2 | 8 | 18:47 | 06:18 |
| 7.     | VfB Breslau       | 12   | 1 | 2 | 9 | 20:45 | 04:20 |
| 8.     | STC Görlitz       | 0    | 0 | 0 | 0 | 00:00 | 00:00 |

|  | Geplaatst voor de finale                        |
|  | Trok zich na dit seizoen uit de Gauklasse terug |
|  | Degradatie                                      |

### Opper-Silezië
| Plaats | Club                    | Wed. | W | G | V | Saldo | Ptn   |
| ------ | ----------------------- | ---- | - | - | - | ----- | ----- |
| 1.     | Vorwärts-RaSpo Gleiwitz | 8    | 7 | 0 | 1 | 38:09 | 14:02 |
| 2.     | SC Preußen Hindenburg   | 8    | 6 | 0 | 2 | 30:08 | 12:04 |
| 3.     | Beuthener SuSV 09       | 8    | 4 | 0 | 4 | 28:22 | 08:08 |
| 4.     | Sportfreunde Klausberg  | 8    | 2 | 0 | 6 | 11:45 | 04:12 |
| 5.     | Reichsbahn SG Gleiwitz  | 8    | 1 | 0 | 7 | 13:36 | 02:14 |
| 6.     | SpVgg Ratibor 03        | 0    | 0 | 0 | 0 | 00    | 00    |

|  | Geplaatst voor de finale                    |
|  | Promotie/Degradatie-eindronde Opper-Silezië |
|  | Degradatie                                  |

### Finale
Heen
|               |                 |       |                         |         |
| 24 maart 1940 | Breslauer FV 06 | 2 – 5 | Vorwärts-RaSpo Gleiwitz | Breslau |
| 24 maart 1940 |                 |       |                         | Breslau |

Terug
|               |                         |       |                 |          |
| 31 maart 1940 | Vorwärts-RaSpo Gleiwitz | 9 – 1 | Breslauer FV 06 | Gleiwitz |
| 31 maart 1940 |                         |       |                 | Gleiwitz |

## Promotie-eindronde
| Plaats | Club                | Wed. | W | G | V | Saldo | Ptn.  |
| ------ | ------------------- | ---- | - | - | - | ----- | ----- |
| 1.     | SC Vorwärts Breslau | 4    | 2 | 0 | 2 | 11:05 | 04:04 |
| 2.     | VfB Liegnitz        | 4    | 2 | 0 | 2 | 11:08 | 04:04 |
| 3.     | SV Schomberg        | 4    | 2 | 0 | 2 | 05:14 | 04:04 |

|  | Promotie |

## Promotie/Degradatie eindronde Opper-Silezië
Na de Poolse Veldtocht werd Oost-Opper-Silezië, dat in 1922 aan Polen afgestaan werd opnieuw bij het Duitse Rijk ingelijfd. Er kwam een competitie, die niet beëindigd werd, en 1. FC Kattowitz werd aangeduid om te promoveren naar de Gauliga. FV Germania Königshütte en TuS Schwientochlowitz mochten aan een promotie/degradatie eindronde spelen met twee clubs uit de Gauliga. Beide clubs slaagden erin promotie af te dwingen. 
| Plaats | Club                    | Wed. | W | G | V | Saldo | Ptn.  |
| ------ | ----------------------- | ---- | - | - | - | ----- | ----- |
| 1.     | FV Germania Königshütte | 3    | 2 | 0 | 1 | 09:03 | 04:02 |
| 2.     | TuS Schwientochlowitz   | 3    | 2 | 0 | 1 | 08:06 | 04:02 |
| 3.     | Reichsbahn SG Gleiwitz  | 4    | 1 | 1 | 2 | 14:13 | 03:05 |
| 4.     | Sportfreunde Klausberg  | 4    | 1 | 1 | 2 | 05:14 | 03:05 |

|  | Promotie   |
|  | Degradatie |